# Eurycantha
Eurycantha is een geslacht van Phasmatodea uit de familie Phasmatidae. De wetenschappelijke naam van dit geslacht is voor het eerst geldig gepubliceerd in 1835 door Boisduval.

## Soorten
Het geslacht Eurycantha omvat de volgende soorten:
- Eurycantha calcarata Lucas, 1869
- Eurycantha coronata Redtenbacher, 1908
- Eurycantha horrida Boisduval, 1835
- Eurycantha immunis Redtenbacher, 1908
- Eurycantha insularis Lucas, 1869
- Eurycantha latro Redtenbacher, 1908
- Eurycantha maluensis Günther, 1929
- Eurycantha micracantha (Montrouzier, 1855)
- Eurycantha portentosa Kirby, 1904
- Eurycantha rosenbergii Kaup, 1871